# Drugi trijumvirat
Drugi trijumvirat je naziv za politički savez između Oktavijana (kasnije poznatog kao "August"), Marka Antonija i Marka Emilija Lepida, koji je sklopljen 26. studenog 43. godine pr. Kr. Savez je prvobitno sklopljen na pet godina, ali zatim je produžen za još pet godina, pa je ukupno trajao od 43. do 33. godine pr. Kr.
Za razliku od prvog trijumvirata, koji je bio tajnog karaktera, drugi trijumvirat ozakonjen je 43. godine koji je imenovao "trojicu osoba s konzulskim ovlastima za uređenje države" (lat. triumviri rei publicae constituendae consulari potestate). Trijumviri su imali vrhovnu vlast u državi, ograničenu jedino vremenskim rokom od pet godina.